# Ragnar il vichingo
Ragnar è una serie di fumetti creata nel 1955 dal periodico per ragazzi  Vaillant, disegnata da Eduardo Teixeira Coelho e sceneggiata da Jean Ollivier.

## Storia
Questa saga racconta le avventure del giovane Ragnar, leader vichingo sulla sua nave drakkar (Il corso delle onde). La sua prima avventura, The Golden Harp, riunisce già tutti gli ingredienti della serie: società vichinga, battaglie, mondo marittimo e mitologia norrena.
Dal 1965 al 1966, Eduardo Teixeira Coelho  e Jean Ollivier realizzano tre episodi: la terra dei Franchi, un ducato per conquistare e il gioiello della corona. Parlano delle invasioni vichinghe alla fine del iX° secolo, e la creazione del ducato di Normandia da Rollo (Rolf nella serie).
Nella sua ultima avventura, Les Terres fabuleuses, Ragnar incontra Erik il Rosso in Groenlandia, un personaggio che gli autori adatteranno in un fumetto nel 1976.

## Pubblicazione
I primi dodici racconti: da The Golden Harp (1955) a The Indomitable Viking (1965) sono disegnati da Eduardo Teixeira Coelho (tranne il 9 ° Gudrid rimosso); la sceneggiatura in francese è a cura di Jean Ollivier . Notiamo che Jean Ollivier prende il pieno controllo dello scenario dal momento in cui le tavole illustrate compaiono nelle riviste. Questa serie che seguirà fu poi pubblicata fino alla fine del quotidiano Vaillant, nel 1969 . Furono pubblicati trenta cinque episodi su Vaillant e cinque storie compaiono nei primi numeri di Pif Gadget.

## Vaillant (1955-1969)
- Ragnar (disegni), fu pubblicizzata dall'inizio della serie, n° 512-513, 1955.

- Il principe dalle braccia d'oro!, un disegno di Ragnar e una fotografia di Eduardo Teixeira Coelho, sono la presentazione della serie sul periodico Vaillant, Sul il mini-album Vaillant, fu presenatto con il supplemento n°  598, 1956.

| n o Pubblicazione                                                          | Titolo                             | sceneggiatore                  | Lunghezza                            | Data di pubblicazione         | Si ripete                                                    |
| Vaillant n° 515 a n° 547                                                   | L'Arpa d'Oro                       | Eduardo Coelho e Jean Ollivier | 36 tavole + a                        | dal 27/03/1955 al 06/11/1955  |                                                              |
| Vaillant n° 549 a n° 569                                                   | La frontiera dell'inferno          | Eduardo Coelho e Jean Ollivier | 22 tavole                            | dal 20/11/1955 al 08/04/1956  |                                                              |
| Vaillant n° 605 a n° 621                                                   | La saga del tesoro                 | Eduardo Coelho e Jean Ollivier | 17 tavole                            | dal 14/12/1956 al 04/05/1957  |                                                              |
| Vaillant n° 685 a n° 710                                                   | Alf il grasso                      | Eduardo Coelho e Jean Ollivier | 26 piatti + a e coperchio ( n ° 701) | dal 27/06/1958 al 21/12/1958  |                                                              |
| Vaillant n° 711 a n°733                                                    | Figlia di Re Igvar                 | Eduardo Coelho e Jean Ollivier | 23 tavole + a                        | dal 28/12/1958 al 31/05/1959  |                                                              |
| Vaillant n° 734 a n° 751                                                   | Senza titolo                       | Eduardo Coelho e Jean Ollivier | 18 tavole + copertina ( n ° 735)     | dal 06/07/1959 al 10/04/1959  |                                                              |
| Vaillant n° 752 a n° 768                                                   | Senza titolo                       | Eduardo Coelho e Jean Ollivier | 17 tavole                            | dall'11/10/1959 al 31/01/1960 |                                                              |
| Vaillant n° 769 a n °777                                                   | Senza titolo                       | Eduardo Coelho e Jean Ollivier | 9 tavole                             | dal 07/02/1960 al 03/04/1960  |                                                              |
| Fine del colore per Ragnar no 773 e del grande formato in Vaillant n o 835 |                                    |                                |                                      |                               |                                                              |
| Vaillant n° 934 a n° 952                                                   | Gudrid rapito                      | Jean Ollivier                  | 19 tavole                            | dal 04/07/1963 al 08/11/1963  |                                                              |
| Vaillant n° 953 a n° 965                                                   | Senza titolo                       | Eduardo Coelho e Jean Ollivier | 13 tavole                            | dal 18/08/1963 al 10/11/1963  |                                                              |
| Vaillant n° 966 a n° 996, quindi da n° 998 a n° 1009                       | The Indomptable Viking - I st part | Eduardo Coelho e Jean Ollivier | 42 tavole                            | dal 17/11/1963 al 13/09/1964  |                                                              |
| Vaillant n° 1010 a n° 1028                                                 | L'indomabile vichingo - II e part  | Eduardo Coelho e Jean Ollivier | 19 tavole                            | dal 20/09/1964 al 24/01/1965  |                                                              |
| Vaillant n° 1029 a n° 1051                                                 | Sotto il segno di Thor             | Jean Ollivier                  | 46 tavole                            | dal 31/01/1965 al 04/07/1965  |                                                              |
| Vaillant n° 1052 a n° 1071                                                 | Nella terra dei Franchi ...        | Jean Ollivier                  | 40 tavole + a                        | dal 07/11/1965 al 02/06/1966  |                                                              |
| Vaillant n° 1072 a n° 1095                                                 | Un Ducato da conquistare           | Jean Ollivier                  | 48 tavole                            | dal 13/02/1966 al 05/08/1966  | Eco del Centro                                               |
| Vaillant n° 1096 a n° 1120                                                 | Il gioiello della corona           | 48 tavole                      | dal 15/05/1966 al 30/10/1966         |                               |                                                              |
| Vaillant n° 1122 a n° 1130                                                 | La fortezza di Anksar              | Jean Ollivier                  | 18 tavole + a                        | dal 13/11/1966 al 08/01/1967  |                                                              |
| Vaillant n° 1131 a n° 1142                                                 | Lupi di London Bridge              | Jean Ollivier                  | 23 tavole                            | dal 15/01/1967 al 02/04/1967  |                                                              |
| Vaillant n° 1143                                                           | Il gigante dei Nordrey             | Jean Ollivier                  | 12 tavole                            | 04/09/1967                    |                                                              |
| Vaillant n° 1147 a n° V1156                                                | The Chain Breaker                  | Jean Ollivier                  | 17 tavole + a                        | dal 05/07/1967 al 07/09/1967  | Jacques Flash n ° 6                                          |
| Vaillant n° 1153                                                           | Alla fine del mare!                | Jean Ollivier                  | 6 tavole (colori)                    | 18/06/1967                    | Jacques Flash n ° 5                                          |
| Vaillant n° 1157 a n° 1162                                                 | Il tempio della dea                | Jean Ollivier                  | 12 tavole                            | dal 16/07/1967 al 20/08/1967  | Jacques Flash n ° 1                                          |
| Vaillant n° 1163 a n° 1168                                                 | Le volpi dell'isola bianca         | Jean Ollivier                  | 12 tavole                            | dal 27/08/1967 al 10/01/1967  | Jacques Flash n ° 1                                          |
| Vaillant n° 1170                                                           | Vino dello stregone                | Jean Ollivier                  | 12 tavole                            | 15/10/1967                    | Jacques Flash n ° 2                                          |
| Vaillant n° 1171 a n° 1186                                                 | Ragnar vs. Weland "Elmo d'Oro"     | Jean Ollivier                  | 24 tavole + copertina ( n ° 1171)    | dal 22/10/1967 al 04/02/1968  |                                                              |
| Vaillant n° 1178                                                           | La notte dei doni                  | Jean Ollivier                  | 6 tavole (colori)                    | 12/10/1967                    |                                                              |
| Vaillant n° 1187 a n° 1194                                                 | Il vichingo con i girfalchi        | Jean Ollivier                  | 16 tavole                            | dal 02/11/1968 al 31/03/1968  | Jacques Flash n ° 5 (con il titolo La Vengeance du gerfaut ) |
| Vaillant n° 1195 a n° 1202                                                 | Il tumulo d'oro                    | Jean Ollivier                  | 16 tavole                            | dal 04/07/1968 al 26/05/1968  |                                                              |
| Vaillant n° 1203 a n° 1211                                                 | Il calderone magico                | Jean Ollivier                  | 16 tavole                            | dal 06/02/1968 al 18/08/1968  |                                                              |
| Vaillant n° 1212 a n° 1217                                                 | Asgard Mountain                    | Jean Ollivier                  | 12 tavole                            | dal 25/08/1968 al 29/09/1968  | Jacques Flash n ° 2                                          |
| Vaillant n° 1218                                                           | Lo stallone bianco                 | Jean Ollivier                  | 12 tavole                            | 06/10/1968                    | Jacques Flash n ° 3 e Pif Parade Aventure n ° 4              |
| Vaillant n° 1219 a n° 1224                                                 | Il cavaliere teutonico             | Jean Ollivier                  | 12 tavole                            | dal 13/10/1968 al 17/11/1968  | Jacques Flash n o 3 (con il titolo Les Pierres d'ambre )     |
| Vaillant n° 1225 a n° 1232                                                 | Vik il drago                       | Jean Ollivier                  | 14 tavole                            | dal 24/11/1968 al 19/01/1969  | Jacques Flash n o 4 (con il titolo La Marque du dragon )     |
| Vaillant n° 1228                                                           | Festività invernali                | Jean Ollivier                  | 7 tavole                             | 15/12/1968                    | Jacques Flash n ° 6                                          |
| Vaillant n° 1233 a n° 1238                                                 | Ragnar e gli Hummlik               | Jean Ollivier                  | 12 tavole                            | dal 19/01/1969 al 23/02/1969  | Jacques Flash n o 4 (con il titolo La Lance d'Odin )         |

### Ristampe
- L'Écho du Centre è un quotidiano regionale che ripubblica il racconto Un ducato da conquistare da luglio a settembre 1972.
- Jacques Flash è un periodico, di medio formato, che utilizza materiale di Vaillant . Due delle storie di Ragnar sono incluse in ciascuno dei sei numeri unici pubblicati da febbraio a dicembre 1977.
- Pif Parade Aventure è un periodico, di piccolo formato, utilizzando materiale Vaillant, che ha dodici numeri pubblicati dal 1977 al 1980, n ° 4 che copre un episodio di Ragnar apparso nel 1978

## Pif Gadget (1969)[2]
| n o Pubblicazione | Titolo                        | Sceneggiatore | Lunghezza         | Data di pubblicazione |
| Pif Gadget n° 4   | Il maestro dei saccheggiatori | Jean Ollivier | 20 tavole + a + s | 17/03/1969            |
| Pif Gadget n° 10  | La danza delle spade          | Jean Ollivier | 20 tavole         | 28/04/1969            |
| Pif Gadget n° 16  | In catene                     | Jean Ollivier | 20 tavole + a     | 06/09/1969            |
| Pif Gadget n° 23  | Grim's Legacy                 | Jean Ollivier | 20 tavole + a + s | 28/07/1969            |
| Pif Gadget n° 30  | Terre favolose                | Jean Ollivier | 20 tavole + s     | 15/09/1969            |

### Curiosita
- Se mi dicessero VAILLANT ... (2 tavole, 1 disegno di Ragnar) di Deran, Vaillant n ° 550, 1955.
- Totoche suona Ragnar (3 tavole) di Jean Tabary, Vaillant no 782, 1960.

## Edizioni

### Album
Di tutti questi episodi, solo due sono stati pubblicati in ritardo negli album: The Indomitable Viking (nel 1979 ) e The Golden Harp (nel 2004 ). Due storie apparse inizialmente su Pif Gadget, Le Maître des naufrageurs e La Danse des épées, fanno parte di un'antologia pubblicata nel 2005 da Vents D'Ouest.
- L'indomabile vichingo, coll. "I classici dell'avventura", Éditions du Fromage, 1979.
  - Ripresa delle 2 puntate pubblicate su Vaillant con lo stesso titolo, fuse e ricomposte con cancellazioni per passare da 62 a 49 tavole.
- Ragnar: La Harpe d'or, coll. "BD Heritage", Glénat, 2004
  - Inserito con una storia indipendente Till Ulenspiegel
- The Best of Pif (collettiva), Vents d'Ouest, 2005
  - Il maestro dei saccheggiatori
  - La danza delle spade

Nel 2014, un editore pirata ha pubblicato tutte le storie di Ragnar, pubblicate su Vaillant e il Pif Gadget , in 16 volumi:
- La harpe d'or - Libro 1-2[3]
  - L'Arpa d'Oro[4]
  - La frontiera dell'inferno
- La saga du trésor  - Libri 3-4[5]
  - La saga del tesoro
  - Alf il grasso
- La fille du roi Igvar- Libri 5-6-7[6]
  - Figlia di Re Igvar
  - I figli di Bersek
  - Re Gorm
- La fille du roi Igvar- Libri 5-6-7-8 (2 ° edizione 2015)[7]
  - Figlia di Re Igvar
  - I figli di Bersek
  - Re Gorm
  - Jarl Sigurg
- Gurid enlevée - Libri 9-10[8]
  - Gudrid rapito
  - Il vichingo
- L'indomptable viking - Libro 11[9]
- Sous le signe de Thor - Libro 12[10]
- Sur la terre des Francs - Libro 13[11]
- Un duché à conquérir - Libro 14[12]
- Le fleuron de la couronne  - Libro 15[13]
- La forteresse d'Ansksar - Libri 16-17-18[14]
  - La fortezza di Anksar
  - Lupi di London Bridge
  - Il gigante dei Nordrey
- Le briseur de chaînesr - Libri 19-20-21-22[15]
  - The Chain Breaker
  - Alla fine del mare!
  - Il tempio della dea
  - Le volpi dell'isola bianca
- Le vin du sorcier - Libri 23-24-25[16]
  - Vino dello stregone
  - Ragnar contro Weland
  - La notte dei doni
- Le viking aux gerfauts - Libri 26-27-28[17]
  - Il vichingo con i girfalchi
  - Il tumulo d'oro
  - Il calderone magico
- La montagne d'Asgard  - Libri 29-30-31-32[18]
  - Asgard Mountain
  - Lo stallone bianco
  - Il cavaliere teutonico
  - Vik il drago
- Les fêtes d'hiver - Libri 33-34-35-36[19]
  - Festività invernali
  - Gli Hummliks
  - Il maestro dei saccheggiatori
  - La danza delle spade
- In catene - Libri 37-38-39
  - In catene
  - Grim's Legacy
  - Terre favolose

### Traduzioni
- Portoghese: Ragnar: The Golden Harp, la prima storia di Ragnar è stata tradotta nel 1957 a Cavaleiro Andante . Una seconda storia è stata tradotta nel 1960 e pubblicata su O Falcão, poi una storia su Mundo de Aventuras nel 1968.
- Italiano: Ragnar il Vichingo, in Corriere dei Piccoli (giornale per ragazzi dell'editore del Corriere della Sera) nel 1970, tra cui:
  - Il Vino dello stregone, n°10.[20][21]
  - Gli Schiavi di Islanda, n° 22.[21]
  - Contro I Northumbri, n° 34.[21]
  - Il Tradimento, n° 36[21]
  - I lupi del Tamigi, 1ª parte, # 43.
- Tedesco: Ragnar, der Wikinger[22]. Diversi episodi di Ragnar vengono ripetuti in Yps[23], la versione tedesca di Pif Gadget, dal 1976 al 1978, tra cui:
  - Im Tempel der Göttin Ran (12 pl), n ° 64.
  - Die Suche nach Leif Eriksson (12 pl), n ° 65.
  - Im Tal der Riesen (12 pl), n ° 66.
  - Die Jagd nach dem weißen Hengst (11 pl), n ° 67.
  - Wein für Hexenmeister Paivo (12 pl), n ° 68.
  - Die Entführung (12 pl), n ° 69.
  - Der Kampf um das Ambra (12 pl), n ° 70.
  - Das Riesenmädchen (12 pl), n ° 71.
  - Der grausame Vik (12 pl), n ° 72.
  - Das Geheimnis der Festung (12 pl), n ° 73.
  - Der Streit um die Geierfalken (12 pl), n ° 74.
  - Der Zauberkessel (11 pl), n ° 75.

## Premi
Jean Ollivier riceve il premio Phénix come miglior scrittore di fumetti realistici e d'avventura, per Ragnar the Viking, assegnato dalla French Comic Strip Society (Francia) nel 1969.
L'album Ragnar, pubblicato dalla casa editrice Glénat nel 2004 nella raccolta “Patrimoine BD” diretta da Henri Filippini, è stato nominato per l'Heritage Prize al Festival di Angoulême 2005 .

## Altro
- Poster: Ragnar der Vikinger, supplemento a Yps n ° 83, 1977.
- DIY: Das Comic-Quartett mit Yps & Co [set di 7 famiglie]: 4 carte illustrate Ragnar der Vikinger, Yps n ° 247 e 248, 1980.